# Сметанино (Новокузнецький район)
Смета́нино (рос. Сметанино) — селище у складі Новокузнецького району Кемеровської області, Росія. Входить до складу Красулинського сільського поселення.
Стара назва — Сметанина.

## Населення
Населення — 6 осіб (2010; 15 у 2002).
Національний склад (станом на 2002 рік):
- росіяни — 87 %